# Mickey Mouse
Mickey Mouse este un personaj de desene animate creat de către regizorul și desenatorul american Walt Disney și Ub Iwerks în 1928. Un șoricel îmbrăcat în pantaloni roșii, pantofi mari și galbeni și mănuși albe, Mickey a devenit unul dintre simbolurile cinematografiei și culturii americane.
În timp ce pare a avea o personalitate modestă și plăcută, el este de fapt un personaj entuziastic și determinat și mereu caută aventuri și mister. De asemenea el se autoproclamează ca liderul găștii sale de prieteni. Mickey Mouse este deobicei văzut alături de iubita sa Minnie Mouse, animalul său de companie câinele Pluto, prietenii săi cei mai buni Rățoiul Donald și Goofy, și dușmanul său Pete.

## Istorie
Mickey Mouse și-a făcut debutul într-un scurtmetraj de testare, Plane Crazy, în timp ce debutul oficial a fost în Steamboat Willie (1928), care este și unul dintre primele desene făcute cu sunet. Personajul a fost creat inițial ca înlocuitor al lui Oswald Iepurașul Norocos, un personaj mai vechi creat de studioul Disney pentru Charles Mintz, un producător de filme ce-și distribuia producțiile prin intermediul Universal Studios. Deoarece seria mergea în forță Disney a cerut o creștere în buget. Dar în schimb Mintz a cerut ca Walt să taie 20 la sută din acesta și i-a reamintit că Universal deținea drepturile personajului, și a dezvălui că angajații săi deja au semnat noul lui contratc. Disney s-a supărat și a refuzat înțelegerea și a produs ultimele desene cu Oswald propuse de Mintz. Astfel Walt Disney a fost trădat de toți angajații săi dar era determinat să o ia de la capăt. În primăvara lui 1928 Disney i-a cerut lui Ub Iwerks să se gândească la idei noi pentru un personaj. El a încercat nenumărate animale, ca câine și pisică, dar nimic nu i-a plăcut lui Disney. O vacă feminină și un cal masculin au fost de asemenea alungate, dar acestea din urmă au fost până la urmă transformate în personajele Vaca Clarabelle și Horace Gură-de-Ham (Horace Horsecollar) pe care le știm și azi. Walt Disney a primit inspriație pentru Mickey Mouse de la un șoarece îmblânzit de pe biroul său la studiourile Laugh-O-Gram în Kansas City, Missouri. În 1925 Hugh Harman a făcut câteva schițe cu șoareci în jurul unei fotografii a lui Disney, ceea ce l-a inspirat pe Iwkers să creeze un nou personaj pentru studio.
Inițial personajul trebuia să se numească "Mortimer Mouse" după ce soția lui Walt Disney, Lillian, l-a convins să îl schimbe eventual în "Mickey Mouse". Actorul Mickey Rooney a afirmat că l-a cunoscut pe Disney la studioul Warner Bros și că acesta a fost inspirat să-l creeze pe Mickey Mouse după el. Însă această remarcă a fost demontată de istoricul Jim Korkis deoarece în timpul developării lui Mickey Mouse, studioul Disney era situat în Hyperion Avenue iar Walt nu a a avut vreodată un loc de muncă la Warner Bros, ne având nici un fel de relație cu acest studio.
Mickey a mers mai departe și a apărut în peste 130 de filme, printre care The Band Concert (1935), Brave Little Tailor (1938) și Fantasia (1940). Mai mult el a apărut în scurtmetraje, dar ocazional și în filme lungi. Zece din filmulețele lui Mickey au fost nominalizate pentru Premiul Oscar pentru cel mai bun scurt metraj de animație, dintre care unul din ele, Lend a Paw, l-a câștigat în 1942. Pe 18 noiembrie 1978, în onoarea celei de-a 50-a aniversare a sa, Mickey a devenit primul personaj animat care să aibă propria stea pe Aleea Celebrității din Hollywood, ce este situată pe bulevardul Hollywood 6925.
După 1940 popularitatea lui Mickey începuse să scadă. Chiar și așa personajul a continuat să apară regulat în scurtmetraje până în 1943 și din nou din 1946 până în 1953.
În anii 50 Mickey a devenit mai cunoscut în aparițiile sale la televizor, în particular începând cu The Mickey Mouse Club. Multe desene cinematografice cu el au fost date la TV în cadrul seriilor ca Ink & Paint Club, și lansate pe DVD și VHS. Mickey se va întoarce în cinematografe în filmul Colindul lui Mickey (Mickey's Christmas Carol), o adaptare după nuvela Colind de Crăciun de către Charles Dickens, în care acesta îl joacă pe Bob Cratchit. Acesta a fost urmat de Prinț și cerșetor (The Prince and the Pauper) în 1990. De-a lungul deceniilor Mickey Mouse a concurat cu Bugs Bunny de la Warner Bros pentru popularitatea în animație. Însă în 1988 cei doi rivali au apărut împreună pentru prima oară în filmul Cine vrea pielea lui Roger Rabbit? (Who Framed Roger Rabbit?). Disney a semntat un contract cu Warner astfel încât fiecare personaj va apărea în film la fel de mult.

Exponate istorice cu Mickey Mouse

Cel mai recent film cinematografic al lui Mickey a fost Get a Horse! din 2013 ce a fost precedat de Runaway Brain din 1995, iar din 1999 până în 2004 a apărut în diverse producții direct-pe-video. Multe seriale TV s-au concentrat în jurul lui Mickey, iar înainte de toate astea Mickey a fost un personaj nevăzut în episodul Bonkers numit "You Oughta Be In Toons".
S-a anunțat recent că Mickey va apărea în două filme noi, unul bazat pe lumea Walt Disney World Resort, în timp ce celălalt este o idee inițiată de veteranul Burny Mattinson al studioului de animație Walt Disney ce se axează pe Mickey, Donald și Goofy.
Din 28 iunie 2013 Disney Channel a început să difuzeze scurtmetraje noi cu Mickey Mouse animate de Paul Rudish, incorporând elemente ale desenelor din anii 30 cu o cotitură contemporană.

## În benzi desenate
Dincolo de impunerea sa în lumea filmului de animație, personajul Mickey Mouse a fost făcut cunoscut publicului din numeroase țări ale lumii prin publicarea unor apariții periodice (reviste) de benzi desenate care i-au purtat numele.
Primele benzi desenate cu Mickey Mouse au fost făcute de Walt Disney în 1930 (prima publicație a fost lansată pe data de 13 ianuarie), ca răspuns la propunerea companiei „King Features Syndicate”. Al doilea personaj semnificativ care i-a urmat lui Mickey a fost Minnie Mouse. Seria a continuat până la finele lunii martie, exemplarele urmând să fie reeditate la diferite ocazii aniversare ce au urmat. Continuarea a sosit abia în luna septembrie a aceluiași an, cu sprijinul unei echipe diferite; sunt introduse personaje noi, între care Clarabelle Vaca, Horace Horsecollar și Pete cel Rău.
Cu timpul, personajul Mickey Mouse din benzile desenate a urmat un drum tot mai diferit de versiunea sa din animațiile semnate Walt Disney; „victimă” a multor situații caraghioase în filme, Mickey Mouse își descoperă prin noile publicații firea aventuroasă, talentul de detectiv. Personajul lucrează adeseori de partea autorităților și colaborează cu poliția condusă de șeriful John O'Hara.

## Mickey la parcurile Disney
Ca mascotă oficială a lui Walt Disney, Mickey a jucat un rol important în parcurie Disney de la deschiderea lui Disneyland în 1955. Ca și celelalte personaje, Mickey este și el reprezentat de un actor mut și costumat. Astfel el a participat în ceremonii numeroase și în parade. Cea mai populară activitate cu oaspeții este facerea pozelor cu acest personaj.
Mickey a mai apărut și în numeroase atracții. Mickey's Toontown este un tărâm ce se bazează pe cartierul lui Mickey. Toate clădirile sunt construite în stilul de animație și lumea are ocazia să viziteze casele lui Mickey și Minnie, barca Rățoiului Donald și garajul lui Goofy. Acesta este cel mai comun loc pentru a face cunoștință cu aceste personaje. La Main Street Cinema numeroase scurtmetraje cu Mickey sunt transmise în mod rotativ. El mai joacă un rol important în Fantasmic!, un spectacol de noapte în care Mickey joacă faimosul rol, cel de Ucenic al vrăjitorului. Mai a fost în trecut și Mickey Mouse Revue, un spectacol cu personaje animatronice. Pe lângă prezența sa deschisă în parcuri, numeroase imagini cu el sunt incluse subtil, de cele mai multe ori în locuri neașteptate. Este un fenomen cunoscut prin imagini ascunse în filme, parcuri tematice și mărfuri.

## Filmografie

### Filme lungi
- Hollywood Party (cameo, 1934)
- Fantasia (1940)
- Fun and Fancy Free (1947)
- Cine vrea pielea lui Roger Rabbit? (Who Framed Roger Rabbit?) (cameo, 1988)
- Filmul cu Goofy: Peripeții în familie (A Goofy Movie) (cameo, 1995)
- Mickey: A fost odată de Crăciun (Mickey's Once Upon a Christmas) (1999)
- Fantasia 2000 (1999)
- Casa de răufăcători ai lui Mickey (Mickey's House of Villains) (2002)
- Mickey, Donald și Goofy: Cei trei mușchetari (Mickey, Donald, Goofy: The Three Musketeers) (2004)
- Mickey: A fost de două ori Crăciunul (Mickey's Twice Upon a Christmas) (2004)

### Seriale de televiziune
- The Mickey Mouse Club (1955–1959; 1977–1979; 1989–1994)
- Fabrica de râs a lui Mickey (Mickey Mouse Works) (1999–2000)
- Casa lui Mickey Mouse (Disney's House of Mouse) (2001–2003)
- Clubul lui Mickey Mouse (Mickey Mouse Clubhouse) (2006–2016)
- Mickey Mouse (2013–prezent)
- Mickey și piloții de curse (Mickey and the Roadster Racers) (2017-prezent)

## Voci
- Walt Disney (1928–1947; 1955–1959)
- Carl W. Stalling (1929)
- Clarence Nash (1934)
- Jimmy MacDonald (1948–1976)
- Wayne Allwine (1977–2009)
- Les Perkins (1986–1987)
- Bret Iwan (2009–prezent)
- Chris Diamantopoulos (2013–prezent)